# Tỉnh trưởng Chính phủ Nhân dân tỉnh Hải Nam
Tỉnh trưởng Chính phủ Nhân dân tỉnh Hải Nam (Tiếng Trung Quốc: 海南省人民政府省长, Bính âm Hán ngữ: Hǎi Nán shěng rénmín zhèngfǔ shěng zhǎng, Hải Nam tỉnh Nhân dân Chính phủ Tỉnh trưởng) được bầu cử bởi Đại hội Đại biểu nhân dân tỉnh Hải Nam, lãnh đạo bởi thành viên của Đảng Cộng sản Trung Quốc. Cán bộ, công chức lãnh đạo, là Tỉnh trưởng Chính phủ Nhân dân tỉnh Hải Nam có cấp bậc Bộ trưởng, thường là Ủy viên Ủy ban Trung ương Đảng Cộng sản Trung Quốc các khóa. Tỉnh trưởng Chính phủ Nhân dân là lãnh đạo thứ hai của tỉnh, đứng sau Bí thư Tỉnh ủy. Tỉnh trưởng Chính phủ Nhân dân tỉnh Hải Nam đồng thời là Phó Bí thư Tỉnh ủy tỉnh Hải Nam.
Trong lịch sử Cộng hòa Nhân dân Trung Hoa, chức vụ Tỉnh trưởng Chính phủ Nhân dân tỉnh Hải Nam chỉ có tên gọi là Tỉnh trưởng Chính phủ Nhân dân tỉnh Hải Nam hiện nay.
Tỉnh trưởng Chính phủ Nhân dân tỉnh Hải Nam hiện tại là Phùng Phi.

## Lịch sử

### Thành lập vị trí
Vào tháng 4 năm 1949, Trung ương Trung Quốc đã thành lập Khu hành chính đặc biệt Hải Nam. Năm 1950, Giải phóng quân Nhân dân Trung Quốc thống nhất đảo Hải Nam sau khi đánh bại Trung Hoa Dân Quốc, Hải Nam trở thành lãnh thổ của Trung Quốc.

Lương Tương (1919 – 1998), nguyên Tỉnh trưởng Chính phủ Nhân dân tỉnh Hải Nam đầu tiên (1988 – 1989).

Vào ngày 26 tháng 5 năm 1950, Ủy ban Quân sự Trung ương Đảng Cộng sản Trung Quốc đã thành lập Ủy ban Chính trị Hải quân ở Hải Nam. Vào ngày 22 tháng 4 năm 1951, Ủy ban Hành chính Hải Nam được thành lập, trở thành một đơn vị hành chính trực thuộc tỉnh Quảng Đông. Ngày 05 tháng 4 năm 1968, Ủ ban Hành chính Hải Nam được đổi thành Ủy ban Cách mạng Khu vực Hành chính Hải Nam và được lãnh đạo bởi Ủy ban Cách mạng tỉnh Quảng Đông. Vào ngày 01 tháng 1 năm 1980, Ủy ban Hành chính Hải Nam được khôi phục và vẫn được quản lý bởi tỉnh Quảng Đông. Vào ngày 01 tháng 10 năm 1984, Chính phủ Nhân dân Khu vực hành chính Hải Nam chính thức được thành lập với tư cách là một phó cấp tỉnh. Hải Nam được chính phủ Trung Quốc quy định là một đặc khu kinh tế nhằm tăng cường đầu tư vào đảo.
Vào ngày 13 tháng 4 năm 1988, cuộc họp đầu tiên của Đại hội Đại biểu Nhân dân Toàn quốc lần thứ bảy đã quyết định thành lập tỉnh Hải Nam. Vào ngày 26 tháng 4 năm 1988, Chính phủ Nhân dân tỉnh Hải Nam chính thức được thành lập, Hải Nam chính thức là một tỉnh của Trung Quốc bởi quyết định của Đảng Cộng sản Trung Quốc. Người được bổ nhiệm làm Tỉnh trưởng Chính phủ Nhân dân tỉnh Hải Nam đầu tiên là Lương Tương (梁湘. 1919 – 1998) (1919 – 1998), khi đã 69 tuổi.
Lương Tương làm Tỉnh trưởng Chính phủ Nhân dân tỉnh Hải Nam ngay trong giai đoạn diễn ra Sự kiện Thiên An Môn, năm 1989. Sau đó, Ủy ban Kiểm tra Kỷ luật Trung ương Đảng Cộng sản Trung Quốc cùng với sự hỗ trợ và hợp tác của Chính phủ Nhân dân tỉnh Hải Nam, đã tiến hành một cuộc điều tra và xác minh các vấn đề của Lương Tương. Trong thời gian làm việc tại Hải Nam, ông đã phạm phải nghiêm trọng về quyền riêng tư. Ông đã cho vợ và con trai mình bán bất động sản, và vợ ông đã chiếm hai ngôi nhà ở thành phố Hải Khẩu. Ông đã đích thân chấp thuận cho một công ty nhập khẩu một lô ô tô. Con trai đã tống tiền một khoản tiền lớn, ông đã sử dụng quyền hạn của mình để xử lý các vấn đề. Một người con trai của ông đã vi phạm các quy định tài chính, sử dụng tiền công để mua vật liệu cho bản thân.
Ủy ban Trung ương Đảng Cộng sản Trung Quốc và Quốc vụ viện đưa ra quyết định: Kỷ luật Đảng, bãi nhiệm chức vụ Phó Bí thư Tỉnh ủy tỉnh Hải Nam, Tỉnh trưởng Chính phủ Nhân dân tỉnh Hải Nam của Lương Tương. Vào ngày 13 tháng 9 năm 1989, cuộc họp lần thứ ba của Đại hội Đại biểu Nhân dân tỉnh Hải Nam, thông báo bãi bỏ chức vụ Lương Tương đã được tuyên bố, nhóm điều điều tra chung của Trung ương đã công bố vấn đề của ông. Theo báo cáo điều tra, trong thời gian làm Tỉnh trưởng Chính phủ Nhân dân tỉnh Hải Nam, Lương Tương đã lợi dụng quyền lực để phạm sai lầm cá nhân nghiêm trọng và gây ảnh hưởng xấu tới xã hội trong tỉnh.Trung ương bãi bỏ chức vụ và tiếp tục kiểm tra vấn đề của ông. Trên thực tế, Lương Tương là một thân tín của Triệu Tử Dương, hỗ trợ trong Sự kiện Thiên An Môn và đều bị thanh trừng bởi Đặng Tiểu Bình.

### Sau sự kiện Thiên An Môn
Các Tỉnh trưởng Chính phủ Nhân dân tỉnh Hải Nam tiếp theo gồm Lưu Kiếm Phong (1989 – 1993), Nguyễn Sùng Vũ (阮崇武. 1933) giai đoạn (1993 – 1998), Uông Khiếu Phong (1998 – 2003), Vệ Lưu Thành (卫留成. 1946) giai đoạn (2003 – 2007), La Bảo Minh (2007 – 2011), Tưởng Định Chi (2011 – 2014), Lưu Tứ Quý (2014 – 2017), Thẩm Hiểu Minh, đương nhiệm Tỉnh trưởng (2017 – nay). Trong đó, Lưu Tứ Quý và Thẩm Hiểu Minh là Ủy viên Ủy ban Trung ương Đảng Cộng sản Trung Quốc khóa XIX, hai lãnh đạo tỉnh hiện nay. Lưu Tứ Quý hiện đang là Bí thư Tỉnh ủy tỉnh Hải Nam kiêm Chủ nhiệm Ủy ban Thường vụ Đại hội Đại biểu Nhân dân tỉnh Hải Nam. Tính đến nay, có chín vị Tỉnh trưởng Chính phủ Nhân dân tỉnh Hải Nam đều là lãnh đạo thứ hai của tỉnh, hàm bộ trưởng.
Sau vụ án của Lương Tương, người kế nhiệm ông là Lưu Kiếm Phong. Trong những năm 1990 – 1992, Hải Nam gặp vấn đề khi hai lãnh đạo Lưu Kiếm Phong và Bí thư Hải Nam Đặng Hồng Huân thiếu hòa hợp và đối phó lẫn nhau, không đoàn kết. Trong tình hình đó, Trung ương đã rút cả Lưu Kiếm Phong và Đặng Hồng Huân về Bắc Kinh. Lưu Kiếm Phong giữ chức Phó Bộ trưởng Bộ Công nghiệp Cơ giới thứ tư (đã giải thể), Đặng Hồng Huân làm Phó Chủ nhiệm Trung tâm Nghiên cứu Phát triển Quốc vụ viện, đều là hạ chức vụ. Người được điều chuyển về Hải Nam để lãnh đạo tập trung là Nguyễn Sùng Vũ, đồng thời kiêm nhiệm Bí thư Hải Nam và Tỉnh trưởng Hải Nam, ông trước đó là Bộ trưởng Bộ Công an, Bộ trưởng Bộ Lao động.

## Danh sách Tỉnh trưởng Chính phủ Nhân dân tỉnh Hải Nam
Từ năm 1949 tính đến hiện tại, Chính phủ Nhân dân tỉnh Hải Nam có chín Tỉnh trưởng Chính phủ Nhân dân, ít nhất trong số 22 tỉnh.
| STT | Tên              | Quê quán               | Sinh năm    | Nhiệm kỳ          | Chức vụ về sau (gồm hiện) | Chức vụ trước, tình trạng                                                                       |
| --- | ---------------- | ---------------------- | ----------- | ----------------- | --- | ----------------------------------------------------------------------------------------------- |
| 1   | Lương Tương      | Giang Môn Quảng Đông   | 1919 – 1998 | 09/1988 – 03/1989 | Nguyên Tỉnh trưởng Chính phủ Nhân dân tỉnh Hải Nam đầu tiên. Nguyên Bí thư Thị ủy thành phố Thâm Quyến. | Mất năm 2017 tại Quảng Đông.                                                                    |
| 2   | Lưu Kiếm Phong   | Thiên Tân              | 1936 –      | 09/1989 – 02/1993 | Nguyên Cục trưởng Cục Hàng không Dân dụng Trung Quốc | Trước đó là Phó Bí thư Tỉnh uỷ tỉnh Hải Nam.                                                    |
| 3   | Nguyễn Sùng Vũ   | Trương Gia Khẩu Hà Bắc | 1933 –      | 02/1993 – 02/1998 | Nguyên Ủy viên Ủy ban Thường vụ Đại hội Đại biểu Nhân dân Toàn quốc Cộng hòa Nhân dân Trung Hoa, Nguyên Bộ trưởng Bộ Công an Cộng hòa Nhân dân Trung Hoa, Nguyên Bộ trưởng Bộ Lao động Trung Quốc (đã giải thể), Nguyên Bí thư Tỉnh ủy tỉnh Hải Nam, Nguyên Phó Chủ nhiệm Ủy ban Khoa học Công nghệ Nhà nước. | Trước đó là Bộ trưởng Bộ Lao động Trung Quốc, Phó Chủ nhiệm Ủy ban Khoa học Công nghệ Nhà nước. |
| 4   | Uông Khiếu Phong | Từ Lợi Hồ Nam.         | 1944 –      | 02/1998 – 10/2003 | Nguyên Thường vụ Ủy ban Toàn quốc Hội nghị Hiệp thương Chính trị Nhân dân Trung Quốc, Nguyên Bí thư Tỉnh ủy tỉnh Hải Nam. | Trước đó là Phó Bí thư Tỉnh uỷ tỉnh Hồ Nam.                                                     |
| 5   | Vệ Lưu Thành     | Bì Dương Hà Nam        | 1946 –      | 10/2003 – 01/2007 | Nguyên Bí thư Tỉnh ủy tỉnh Hải Nam. | Trước đó là Phó Bí thư Tỉnh uỷ tỉnh Hải Nam.                                                    |
| 6   | La Bảo Minh      | Thiên Tân              | 1952 –      | 01/2007 – 08/2011 | Phó Chủ nhiệm Ủy ban Hoa Kiều Đại hội Đại biểu Nhân dân Toàn quốc Cộng hòa Nhân dân Trung Hoa. Nguyên Bí thư Tỉnh ủy tỉnh Hải Nam. | Trước đó là Phó Bí thư Tỉnh uỷ tỉnh Hải Nam.                                                    |
| 7   | Tưởng Định Chi   | Lật Dương Giang Tô.    | 1954 –      | 08/2011 – 12/2014 | Chủ tịch Ủy ban Hiệp thương Chính trị tỉnh Giang Tô. | Trước đó là Phó Bí thư Tỉnh uỷ tỉnh Hải Nam.                                                    |
| 8   | Lưu Tứ Quý       | Tuyền Châu Phúc Kiến.  | 1955 –      | 01/2015 – 04/2017 | Ủy viên Ủy ban Trung ương Đảng Cộng sản Trung Quốc khóa XIX, Nguyên Bí thư Tỉnh ủy tỉnh Hải Nam, Nguyên Chủ nhiệm Ủy ban Thường vụ Đại hội Đại biểu Nhân dân tỉnh Hải Nam. | Trước đó là Cục trưởng Cục Hải dương Nhà nước Trung Quốc.                                       |
| 9   | Thẩm Hiểu Minh.  | Thiệu Hưng Chiết Giang | 1963 –      | 10/2017 – 12/2020 | Ủy viên Ủy ban Trung ương Đảng Cộng sản Trung Quốc khóa XIX, Bí thư Tỉnh ủy tỉnh Hải Nam. | Trước đó là Thứ trưởng Bộ Giáo dục Trung Quốc.                                                  |
| 10  | Phùng Phi        | Đô Xương, Giang Tây    | 1962        | 12/2020           | Phó Bí thư Tỉnh ủy tỉnh Hải Nam, Tỉnh trưởng Chính phủ Nhân dân tỉnh Hải Nam. | Phó Tỉnh trưởng thường trực Chính phủ Nhân dân tỉnh Chiết Giang                                 |

Hải Nam

Lương Tương (1917 – 1998), nguyên Tỉnh trưởng Chính phủ Nhân dân đầu tiên (1988 – 1989).

## Tình hình các Tỉnh trưởng Chính phủ Nhân dân tỉnh Hải Nam

Bản đồ Hải Nam.

Tỉnh Hải Nam được thành lập năm 1988, tách ra từ tỉnh Quảng Đông. Chỉ từ năm 1988 nên Thủ trưởng cơ quan hành chính tỉnh Hải Nam chỉ có một tên chức vụ đó là Tỉnh trưởng Chính phủ Nhân dân tỉnh, không có các tên gọi khác như Chủ tịch Chính phủ Nhân dân tỉnh (1949 – 1955), Tỉnh trưởng Ủy ban Nhân dân tỉnh (1955 – 1967), Chủ nhiệm Ủy ban Giải phóng quân Nhân dân Trung Quốc kiểm soát tỉnh (1967 – 1968) hay Chủ nhiệm Ủy ban Cải cách tỉnh (1968 – 1979) như các tỉnh khác.
Trong số các vị Tỉnh trưởng Chính phủ Nhân dân tỉnh Hải Nam từ đó đến nay, chưa có vị cán bộ cao cấp nào từng giữ chức vụ. Các Tỉnh trưởng đều từng là Ủy viên Ủy ban Trung ương Đảng Cộng sản Trung Quốc khóa XIX, hàm Bộ trưởng.
Tỉnh trưởng Chính phủ Nhân dân tỉnh Hải Nam đầu tiên là Lương Tương. Lương Tương làm Tỉnh trưởng Chính phủ Nhân dân tỉnh Hải Nam ngay trong giai đoạn diễn ra Sự kiện Thiên An Môn, năm 1989. Sau đó, Ủy ban Kiểm tra Kỷ luật Trung ương Đảng Cộng sản Trung Quốc cùng với sự hỗ trợ và hợp tác của Chính phủ Nhân dân tỉnh Hải Nam, đã tiến hành một cuộc điều tra và xác minh các vấn đề của Lương Tương. Trong thời gian làm việc tại Hải Nam, ông đã phạm phải nghiêm trọng về quyền riêng tư. Ông đã cho vợ và con trai mình bán bất động sản, và vợ ông đã chiếm hai ngôi nhà ở thành phố Hải Khẩu. Ông đã đích thân chấp thuận cho một công ty nhập khẩu một lô ô tô. Con trai đã tống tiền một khoản tiền lớn, ông đã sử dụng quyền hạn của mình để xử lý các vấn đề. Một người con trai của ông đã vi phạm các quy định tài chính, sử dụng tiền công để mua vật liệu cho bản thân.
Ủy ban Trung ương Đảng Cộng sản Trung Quốc và Quốc vụ viện đưa ra quyết định: Kỷ luật Đảng, bãi nhiệm chức vụ Phó Bí thư Tỉnh ủy tỉnh Hải Nam, Tỉnh trưởng Chính phủ Nhân dân tỉnh Hải Nam của Lương Tương.
Vào ngày 13 tháng 9 năm 1989, cuộc họp lần thứ ba của Đại hội Đại biểu Nhân dân tỉnh Hải Nam, thông báo bãi bỏ chức vụ Lương Tương đã được tuyên bố, nhóm điều điều tra chung của Trung ương đã công bố vấn đề của ông. Theo báo cáo điều tra, trong thời gian làm Tỉnh trưởng Chính phủ Nhân dân tỉnh Hải Nam, Lương Tương đã lợi dụng quyền lực để phạm sai lầm cá nhân nghiêm trọng và gây ảnh hưởng xấu tới xã hội trong tỉnh.Trung ương bãi bỏ chức vụ và tiếp tục kiểm tra vấn đề của ông.